# ジロ・デ・イタリア 2015
ジロ・デ・イタリア 2015(Giro d'Italia 2015)は、ジロ・デ・イタリアの98回目のレース。サン・ロレンツォ・アル・マーレをスタートし、ミラノにゴールする3,486kmのコースで2015年5月9日から5月31日まで行なわれた。

## 日程
| 区間 | 日   | コース                                                                 | km   | 区間勝者                   | 総合首位                 |
| ---- | ---- | ---------------------------------------------------------------------- | ---- | -------------------------- | ------------------------ |
| 1    | 5/9  | サン・ロレンツォ・アル・マーレ > サンレーモ (チーム・タイムトライアル) | 17,6 | オリカ・グリーンエッジ     | サイモン・ゲランス       |
| 2    | 5/10 | アルベンガ > ジェノヴァ                                                | 177  | エリア・ヴィヴィアーニ     | マイケル・マシューズ     |
| 3    | 5/11 | ラパッロ > セストリ・レヴァンテ                                        | 136  | マイケル・マシューズ       | マイケル・マシューズ     |
| 4    | 5/12 | キアーヴァリ > ラ・スペツィア                                          | 150  | ダヴィデ・フォルモーロ     | サイモン・クラーク       |
| 5    | 5/13 | ラ・スペツィア > アベトーネ                                            | 152  | ヤン・ポランチ             | アルベルト・コンタドール |
| 6    | 5/14 | モンテカティーニ・テルメ > カスティリオーネ・デッラ・ペスカーイア      | 183  | アンドレ・グライペル       | アルベルト・コンタドール |
| 7    | 5/15 | グロッセート > フィウッジ                                              | 264  | ディエゴ・ウリッシ         | アルベルト・コンタドール |
| 8    | 5/16 | フィウッジ > カンピテッロ・マテーゼ（サン・マッシモ）                  | 186  | ベニャト・インチャウスティ | アルベルト・コンタドール |
| 9    | 5/17 | ベネヴェント > サン・ジョルジョ・デル・サンニオ                        | 215  | パオロ・ティラロンゴ       | アルベルト・コンタドール |
|      | 5/18 | 休息日                                                                 |      |                            |                          |
| 10   | 5/19 | チヴィタノーヴァ・マルケ > フォルリ                                    | 200  | ニコラ・ボエム             | アルベルト・コンタドール |
| 11   | 5/20 | フォルリ > イモラ・サーキット (特設周回コース)                         | 153  | イルヌール・ザカリン       | アルベルト・コンタドール |
| 12   | 5/21 | イーモラ > ヴィチェンツァ (モンテ・ベリコ聖堂)                         | 190  | フィリップ・ジルベール     | アルベルト・コンタドール |
| 13   | 5/22 | モンテッキオ・マッジョーレ > イェーゾロ                                | 147  | サッシャ・モドロ           | ファビオ・アル           |
| 14   | 5/23 | トレヴィーゾ > ヴァルドッビアーデネ (個人タイムトライアル)             | 59,4 | ヴァシル・キリエンカ       | アルベルト・コンタドール |
| 15   | 5/24 | マロースティカ > マドンナ・ディ・カンピーリオ                          | 165  | ミケル・ランダ             | アルベルト・コンタドール |
|      | 5/25 | 休息日                                                                 |      |                            |                          |
| 16   | 5/26 | ピンツォーロ > アプリーカ                                              | 174  | ミケル・ランダ             | アルベルト・コンタドール |
| 17   | 5/27 | ティラーノ > ルガーノ (スイス)                                         | 134  | サッシャ・モドロ           | アルベルト・コンタドール |
| 18   | 5/28 | メリデ (スイス) > ヴェルバーニア                                       | 170  | フィリップ・ジルベール     | アルベルト・コンタドール |
| 19   | 5/29 | グラヴェッローナ・トーチェ > チェルヴィーニア                          | 236  | ファビオ・アル             | アルベルト・コンタドール |
| 20   | 5/30 | サン＝ヴァンサン > セストリエーレ                                      | 199  | ファビオ・アル             | アルベルト・コンタドール |
| 21   | 5/31 | トリノ > ミラノ                                                        | 178  | イルヨ・カイセ             | アルベルト・コンタドール |
| 合計 | 合計 | 合計                                                                   | 3486 |                            |                          |

## 各賞の変遷
| 区間     | 勝者                       | 総合成績                 | ポイント賞             | 山岳賞                         | 新人賞               | チーム時間賞           | チームポイント賞       |
| -------- | -------------------------- | ------------------------ | ---------------------- | ------------------------------ | -------------------- | ---------------------- | ---------------------- |
| 1        | オリカ・グリーンエッジ     | サイモン・ゲランス       | なし                   | なし                           | マイケル・マシューズ | オリカ・グリーンエッジ | オリカ・グリーンエッジ |
| 2        | エリア・ヴィヴィアーニ     | マイケル・マシューズ     | エリア・ヴィヴィアーニ | ベルト＝ヤン・リンデマン       | マイケル・マシューズ | オリカ・グリーンエッジ | オリカ・グリーンエッジ |
| 3        | マイケル・マシューズ       | マイケル・マシューズ     | エリア・ヴィヴィアーニ | パヴェル・コチェトコフ         | マイケル・マシューズ | オリカ・グリーンエッジ | オリカ・グリーンエッジ |
| 4        | ダヴィデ・フォルモーロ     | サイモン・クラーク       | エリア・ヴィヴィアーニ | パヴェル・コチェトコフ         | エステバン・チャベス | アスタナ・プロチーム   | オリカ・グリーンエッジ |
| 5        | ヤン・ポランチ             | アルベルト・コンタドール | エリア・ヴィヴィアーニ | ヤン・ポランチ                 | ファビオ・アル       | アスタナ・プロチーム   | オリカ・グリーンエッジ |
| 6        | アンドレ・グライペル       | アルベルト・コンタドール | アンドレ・グライペル   | ヤン・ポランチ                 | ファビオ・アル       | アスタナ・プロチーム   | オリカ・グリーンエッジ |
| 7        | ディエゴ・ウリッシ         | アルベルト・コンタドール | エリア・ヴィヴィアーニ | ヤン・ポランチ                 | ファビオ・アル       | アスタナ・プロチーム   | オリカ・グリーンエッジ |
| 8        | ベニャト・インチャウスティ | アルベルト・コンタドール | エリア・ヴィヴィアーニ | ベニャト・インチャウスティ     | ファビオ・アル       | アスタナ・プロチーム   | オリカ・グリーンエッジ |
| 9        | パオロ・ティラロンゴ       | アルベルト・コンタドール | エリア・ヴィヴィアーニ | ジーモン・ゲシュケ             | ファビオ・アル       | アスタナ・プロチーム   | アスタナ・プロチーム   |
| 10       | ニコラ・ボエム             | アルベルト・コンタドール | ニコラ・ボエム         | ジーモン・ゲシュケ             | ファビオ・アル       | アスタナ・プロチーム   | アスタナ・プロチーム   |
| 11       | イルヌール・ザカリン       | アルベルト・コンタドール | ニコラ・ボエム         | ベニャト・インチャウスティ     | ファビオ・アル       | アスタナ・プロチーム   | アスタナ・プロチーム   |
| 12       | フィリップ・ジルベール     | アルベルト・コンタドール | ニコラ・ボエム         | ベニャト・インチャウスティ     | ファビオ・アル       | アスタナ・プロチーム   | アスタナ・プロチーム   |
| 13       | サッシャ・モドロ           | ファビオ・アル           | エリア・ヴィヴィアーニ | ベニャト・インチャウスティ     | ファビオ・アル       | アスタナ・プロチーム   | アスタナ・プロチーム   |
| 14       | ヴァシル・キリエンカ       | アルベルト・コンタドール | エリア・ヴィヴィアーニ | ベニャト・インチャウスティ     | ファビオ・アル       | アスタナ・プロチーム   | アスタナ・プロチーム   |
| 15       | ミケル・ランダ             | アルベルト・コンタドール | エリア・ヴィヴィアーニ | ベニャト・インチャウスティ     | ファビオ・アル       | アスタナ・プロチーム   | アスタナ・プロチーム   |
| 16       | ミケル・ランダ             | アルベルト・コンタドール | エリア・ヴィヴィアーニ | ステーフェン・クラウスヴァイク | ファビオ・アル       | アスタナ・プロチーム   | アスタナ・プロチーム   |
| 17       | サッシャ・モドロ           | アルベルト・コンタドール | ジャコモ・ニッツォーロ | ステーフェン・クラウスヴァイク | ファビオ・アル       | アスタナ・プロチーム   | アスタナ・プロチーム   |
| 18       | フィリップ・ジルベール     | アルベルト・コンタドール | ジャコモ・ニッツォーロ | ステーフェン・クラウスヴァイク | ファビオ・アル       | アスタナ・プロチーム   | アスタナ・プロチーム   |
| 19       | ファビオ・アル             | アルベルト・コンタドール | ジャコモ・ニッツォーロ | ジョヴァンニ・ヴィスコンティ   | ファビオ・アル       | アスタナ・プロチーム   | アスタナ・プロチーム   |
| 20       | ファビオ・アル             | アルベルト・コンタドール | ジャコモ・ニッツォーロ | ジョヴァンニ・ヴィスコンティ   | ファビオ・アル       | アスタナ・プロチーム   | アスタナ・プロチーム   |
| 21       | イルヨ・カイセ             | アルベルト・コンタドール | ジャコモ・ニッツォーロ | ジョヴァンニ・ヴィスコンティ   | ファビオ・アル       | アスタナ・プロチーム   | アスタナ・プロチーム   |
| 最終成績 | 最終成績                   | アルベルト・コンタドール | ジャコモ・ニッツォーロ | ジョヴァンニ・ヴィスコンティ   | ファビオ・アル       | アスタナ・プロチーム   | アスタナ・プロチーム   |

## 最終成績

### 個人総合成績
|    | 選手名                     | 国籍       | チーム                           | 時間           |
| -- | -------------------------- | ---------- | -------------------------------- | -------------- |
| 1  | アルベルト・コンタドール   | スペイン   | ティンコフ＝サクソ               | 88時間22分25秒 |
| 2  | ファビオ・アル             | イタリア   | アスタナ・プロチーム             | +1分53秒       |
| 3  | ミケル・ランダ             | スペイン   | アスタナ・プロチーム             | +3分05秒       |
| 4  | アンドレイ・アマドール     | コスタリカ | モビスター・チーム               | +8分10秒       |
| 5  | ライダー・ヘシェダル       | カナダ     | チーム・キャノンデール・ガーミン | +9分52秒       |
| 6  | レオポルト・ケーニヒ       | チェコ     | チーム・スカイ                   | +10分41秒      |
| 7  | ステフェン・クルイスウィク | オランダ   | チーム・ロットNL・ユンボ         | +10分53秒      |
| 8  | ダミアーノ・カルーゾ       | イタリア   | BMC・レーシングチーム            | +12分08秒      |
| 9  | アレクサンドル・ジュニエ   | フランス   | FDJ                              | +15分51秒      |
| 10 | ユーリ・トロフィモフ       | ロシア     | チーム・カチューシャ             | +16分14秒      |

### ポイント賞
|   | 選手名                 | 国籍     | チーム                             | ポイント |
| - | ---------------------- | -------- | ---------------------------------- | -------- |
| 1 | ジャコモ・ニッツォーロ | イタリア | トレック・ファクトリー・レーシング | 181      |
| 2 | フィリップ・ジルベール | ベルギー | BMC・レーシングチーム              | 148      |
| 3 | サッシャ・モドロ       | イタリア | ランプレ・メリダ                   | 147      |
| 4 | エリア・ヴィヴィアーニ | イタリア | チーム・スカイ                     | 144      |
| 5 | ニコラ・ボエム         | イタリア | バルディアーニ・CSF                | 127      |

### 山岳賞
|   | 選手名                         | 国籍     | チーム             | ポイント |
| - | ------------------------------ | -------- | ------------------ | -------- |
| 1 | ジョヴァンニ・ヴィスコンティ   | イタリア | モビスター・チーム | 125      |
| 2 | ミケル・ランダ                 | スペイン | アスタナ           | 122      |
| 3 | ステーフェン・クラウスヴァイク | オランダ | ロットNL・ユンボ   | 115      |
| 4 | ベニャト・インチャウスティ     | スペイン | モビスター・チーム | 107      |
| 5 | ファビオ・アル                 | イタリア | アスタナ           | 80       |

### 新人賞
|   | 選手名                 | 国籍       | チーム                             | 時間           |
| - | ---------------------- | ---------- | ---------------------------------- | -------------- |
| 1 | ファビオ・アル         | イタリア   | アスタナ・プロチーム               | 88時間24分18秒 |
| 2 | ダヴィデ・フォルモーロ | イタリア   | キャノンデール・ガーミン           | +1時間51分46秒 |
| 3 | ファビオ・フェッリーネ | イタリア   | トレック・ファクトリー・レーシング | +1時間54分04秒 |
| 4 | セバスティアン・エナオ | コロンビア | チーム・スカイ                     | +2時間37分35秒 |
| 5 | ケニー・エリソンド     | フランス   | FDJ                                | +2時間45分04秒 |

### トロフェーオ・ファースト・チーム（チーム時間賞）
|     | チーム                           | 時間            |
| --- | -------------------------------- | --------------- |
| 1位 | アスタナ・プロチーム             | 264時間42分31秒 |
| 2位 | BMC・レーシングチーム            | +43分16秒       |
| 3位 | チーム・スカイ                   | +1時間13分51秒  |
| 4位 | モビスター・チーム               | +1時間20分16秒  |
| 5位 | チーム・キャノンデール・ガーミン | +2時間26分57秒  |

### トロフェーオ・スーパー・チーム（チームポイント賞）
|     | チーム                | ポイント |
| --- | --------------------- | -------- |
| 1位 | アスタナ・プロチーム  | 640      |
| 2位 | BMC・レーシングチーム | 334      |
| 3位 | ランプレ・メリダ      | 317      |
| 4位 | チーム・スカイ        | 284      |
| 5位 | モビスター・チーム    | 272      |